# Ascalohybris rufescens
Ascalohybris rufescens är en insektsart som först beskrevs av Navás 1911.  Ascalohybris rufescens ingår i släktet Ascalohybris och familjen fjärilsländor. Inga underarter finns listade i Catalogue of Life.